# 赫鲁普
赫鲁普（德語：Hörup）是德国石勒苏益格－荷尔斯泰因州的一个市镇。总面积18.15平方公里，总人口628人，其中男性325人，女性303人（2011年12月31日），人口密度35人/平方公里。